# Manufacture J. Vieillard & Cie
 (juillet 2015).
Si vous disposez d'ouvrages ou d'articles de référence ou si vous connaissez des sites web de qualité traitant du thème abordé ici, merci de compléter l'article en donnant les références utiles à sa vérifiabilité et en les liant à la section « Notes et références ».

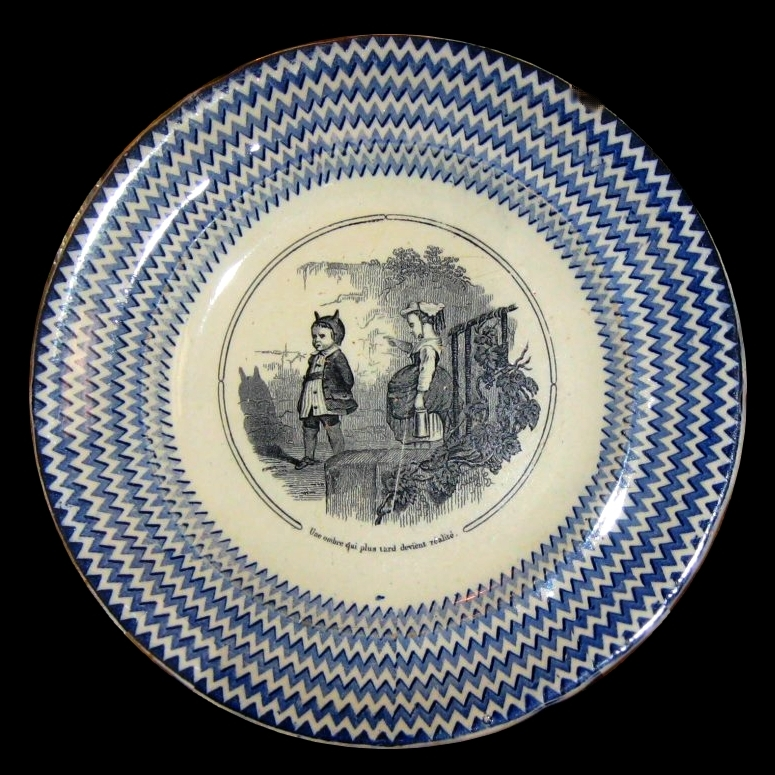
Assiette imprimée en faïence de Bordeaux, Manufacture Vieillard vers 1840.

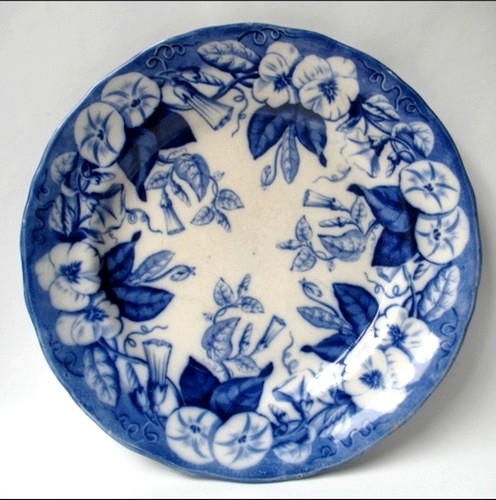
Assiette à décor « Volubilis », vers 1850. Ce modèle fut largement inspiré de la série à succès « Flora » de Creil-Montereau.

La manufacture J. Vieillard & Cie est une manufacture de faïencerie bordelaise, installée sur le quai de Bacalan. Elle succède à la manufacture David Jonhston en 1845. Elle est dirigée par Jules Vieillard jusqu'à sa mort en 1868 : ses fils Albert et Charles, qui partagent la gérance avec leur père depuis 1865, prennent la suite jusqu'à sa fermeture en 1895.

## La faïence fine bordelaise auXIXesiècle
Dès le milieu du XVIIIe siècle, les fabriques de faïence européennes, concurrencées par les manufactures de porcelaine, se livrent à de nombreuses expérimentations pour imiter la finesse, la gamme colorée des décors et la qualité des pâtes de la porcelaine. Des fabricants anglais, plus particulièrement les potiers du Staffordshire, mettent au point une nouvelle céramique, une faïence fine dont la pâte est blanche, homogène, fine et opaque. Cette pâte, qui se cuit au grand feu, présente la plasticité nécessaire aux processus de fabrication en série et permet l'application des nouvelles techniques de décor que sont le transfert d’impressions et le moulage de décors appliqués. 
Un céramiste, Pierre-Honoré Boudon de Saint-Amans (1774-1858) découvre ces innovations en Angleterre. C’est sous son égide que va débuter dès 1830 la fabrication de faïences fines à Bordeaux. Elle durera près de 65 ans, jusqu'en 1895, en présentant une belle continuité de production à travers les trois manufactures successives : la manufacture de Lahens et Rateau (1830-1832), celle de David Johnston (1834-1845) et celle de Jules Vieillard et de ses successeurs (1845-1895). 

## Sous influence anglaise
Boudon de Saint-Amans entreprend de réinventer sur le sol français les procédés anglais, à la Manufacture de Sèvres, à celles de Creil, de Montereau, de Choisy, puis de nouveau à Sèvres, avant de croiser la route du négociant bordelais Jean-François Rateau. Celui-ci et son associé Pierre-Louis Lahens l’invitent à s’installer à Bordeaux où il arrive avec une équipe d’ouvriers parisiens.
Quand la manufacture est contrainte de fermer ses portes, un autre projet voit le jour à Bordeaux sous la conduite de David Johnston (1789-1853), un négociant d’origine irlandaise.
Il aménage sa manufacture de « faïences anglaises » dans d’anciens moulins à Bacalan, sous la direction technique de Boudon de Saint-Amans qui y restera jusqu’en 1837. On retrouve dans sa fabrication les modèles issus de moules créés pour Lahens et Rateau, en particulier des pièces moulées de feuilles de chêne ou de rosettes. Cette influence anglaise perdurera dans jusque dans les productions de Jules Vieillard (1817-1868).

## Production

### Décors imprimés régionalistes
Dans un contexte de concurrence accrue avec les nouvelles faïenceries françaises, David Johnston souhaite diversifier sa production. Pour ce faire il va exploiter l’une des propriétés de la faïence fine, qui est de restituer finement les décors imprimés, ce qui permet la mécanisation, donnée capitale de l’économie de l’entreprise. Encore faut-il s’entourer de bons artistes et de graveurs qui sauront mettre au point les techniques de transfert dans les meilleures conditions. David Johnston fait appel à des artistes bordelais, comme le dessinateur Pierre Lacour fils et les lithographes Jean-Baptiste Légé (mort en 1846) et Pierre Gorse (1816-1875), qui privilégient les représentations de la Gironde.

### Influences de la porcelaine de Chine
Bien avant l’arrivée, dans les années 1870, d’Amédée de Caranza (1840-1912), directeur artistique qui mettra au service de la fabrique reprise par les fils de Jules Vieillard, outre une inventivité débridée, son goût pour l’art persan et sa profonde compréhension des arts graphiques japonais, la faïencerie bordelaise crée déjà des pièces marquées par le goût d’un orient de fantaisie, avec ses paysages exotiques, ses palmiers, saules pleureurs, jonques, oiseaux fabuleux et autres dragons. D’autres décors sont inspirés par la prestigieuse porcelaine de commande, importée de Chine au XVIIIe siècle par la Compagnie de Indes Orientales. Enfin, avec de nouveaux fours à houille construits en 1851, la faïencerie se diversifie dans la fabrication de porcelaine, cherchant alors à reproduire les éclats de l’or sur les harmonies de bleu et de corail des porcelaines « vieux japon » ou imari.

### Décors peints régionalistes

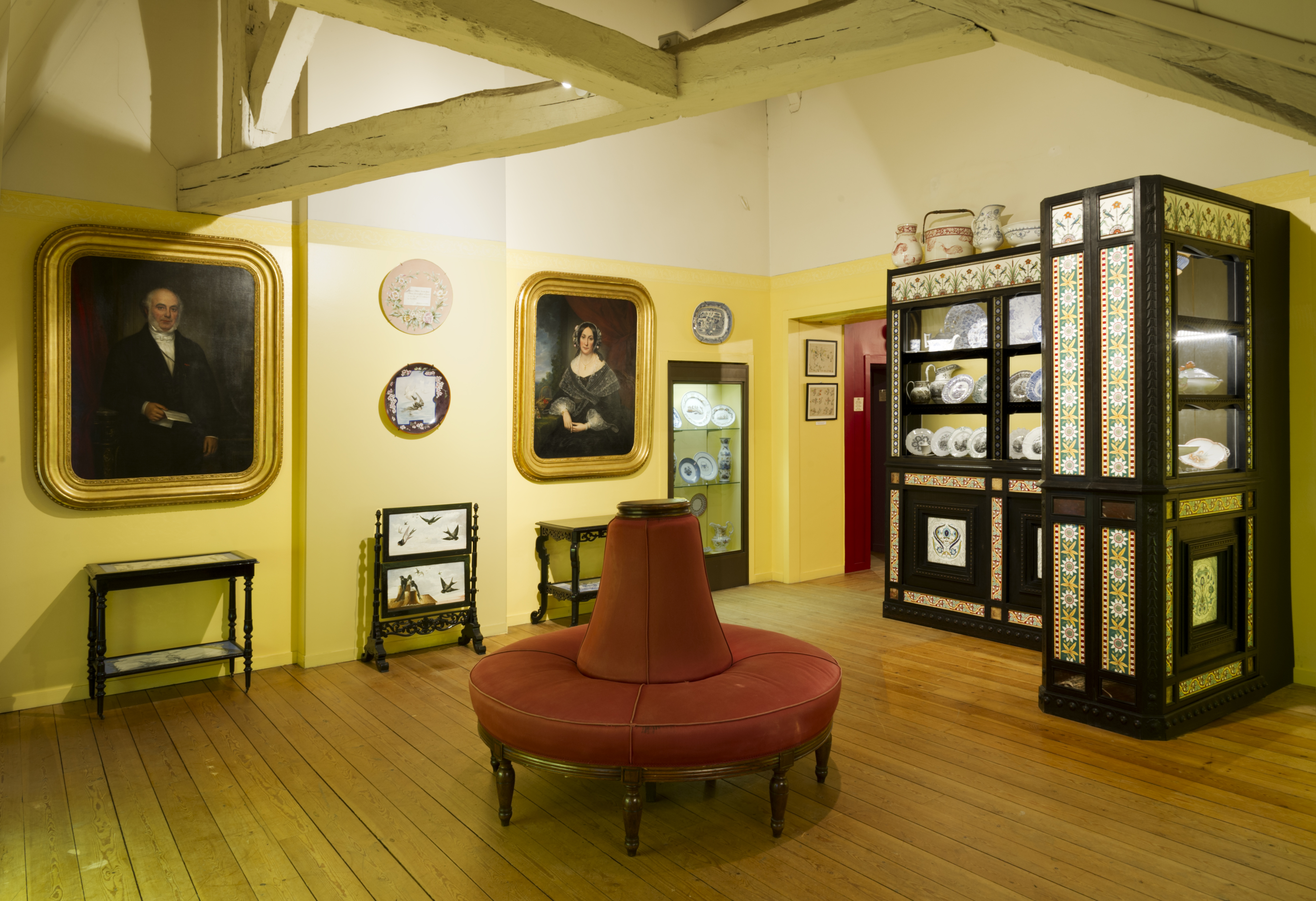
Salle Jules Vieillard, Musée des arts décoratifs et du design, Bordeaux

La manufacture J. Vieillard & Cie trouve dans le régionalisme une source d’inspiration pour une production en marge de la fabrication industrielle.
Au musée des Arts décoratifs et du Design de Bordeaux, les pièces de Marie Gadou font preuve d’un sens de l’observation minutieux et d’une facture appliquée quand les vases de Louis Cabié d’un style plus enlevé se distinguent par leur naturalisme. Cabié utilise par ailleurs une technique proche de la barbotine, procédé de décoration élaboré à la manufacture de Sèvres pour la porcelaine qui permet d’obtenir un rendu proche de la peinture à l’huile, donnant l’impression qu’une toile tourne autour de la panse de ses vases.

## Lieux d'exposition
- Musée des Arts décoratifs et du Design de Bordeaux